# Lestrolepis
Lestrolepis is een geslacht van straalvinnige vissen uit de familie van barracudinas (Paralepididae). Het geslacht is voor het eerst wetenschappelijk beschreven in 1953 door Harry.

## Soorten
- Lestrolepis intermedia (Poey, 1868)
- Lestrolepis japonica (Tanaka, 1908)
- Lestrolepis luetkeni (Ege, 1933)
- Lestrolepis pofi (Harry, 1953)